# Campagne de Tlemcen (1551)
Pour les articles homonymes, voir Campagne de Tlemcen.
Conflits algéro-hispaniques, conflits algéro-cherifiens
Batailles
Bataille de Oued Zadidja
La campagne de Tlemcen est une opération militaire de la régence d'Alger en 1551, menée par le beylerbey d'Alger Hassan Pacha, son caïd Hassan Corso, et son principal allié, Abdelaziz el Abbes Amokrane, sultan de la Kalâa, ainsi que les derniers partisans des Zianides.
Cette expédition a lieu en réaction à la prise de Tlemcen — qui se rend sans combats — par les Saadiens, l'année précédente, en juin 1550. Cette invasion de l'ancien domaine des Zianides, vassaux d'Alger, s'accompagne d'une avancée jusqu'au Chélif et à Mostaganem.
Une première bataille a eu lieu en septembre 1550 devant Tlemcen, tactiquement elle tourne à l'avantage des troupes algéroises, turques et tribales, mais ces dernières battent en retraite face aux renforts saadiens. Les Saadiens œuvrent à une politique d'entente avec les Espagnols qui tiennent Oran, mais elle s'avère infructueuse : les deux armées se contentent de ne pas s'attaquer.
Hassan Pacha conclus un pacte avec la Kabylie des Beni Abbès pour contrer la menace à l'Ouest et reprendre Tlemcen. L'expédition est un succès, le domaine des sultans zianides est définitivement maintenu dans la régence d'Alger, et par la même occasion dans la sphère ottomane. Hassan Pacha oblige les Saadiens à reconnaitre la frontière entre la régence d'Alger et l'Empire chérifien au cours inférieur de l'oued Moulouya. Ce conflit matérialise aux yeux des Saadiens la menace turque à l'est, dont ils redoutent qu'elle ne pèse à terme sur le Maroc.

## Contexte
En 1549, la conquête du pouvoir au Maroc par la dynastie des Saadiens fait craindre aux Ottomans de perdre l'appui des confréries religieuses en Oranie occidentale. Une entente est conclue entre les deux parties, prévoyant le partage de l'ancien territoire zianide: les Saadiens récupèreront Tlemcen tandis qu'Oran ira aux Turcs. L'accord demeure néanmoins lettre morte.
Craignant la menace turque, le sultan Saadien Mohammed ech-Cheikh lance aussitôt, en 1550, une offensive contre la présence ottomane dans l'Ouest algérien. Les Saadiens prennent Tlemcen le 9 juin 1550 puis décident de marcher sur Alger, mais échouent devant Mostaganem et leur offensive est stoppée.
Dans le même temps, le beylerbey d'Alger et le sultan des Beni Abbès scellent une alliance à la suite de la conclusion du « pacte d'Aguemoun Ath Khiar ». Le royaume des Beni Abbès s'engagera alors aux côtés des forces du beylerbey et les milliers de soldats d’Abdelaziz permettent la victoire de la Régence.

## Déroulement
Hassan Pacha compose une armée dont le commandement est confié à Abdelaziz, sultan des Beni Abbès (et allié), et au célèbre renégat corse, Hassan Corso secondé par le caïd Saffa, et renégat sarde Ali Sardo.
La campagne commence en janvier 1551. Les troupes de Hassan Pacha s'inquiètent d'une offensive saadienne à destination d'Alger depuis la bataille de Tlemcen en 1518. En effet les troupes saadiennes décrites comme considérables ; selon Haedo elles se composent de 12 000 cavaliers et 10 000 fantassins fantassins (dont 5 000 renégats). Mais selon Mercier elle est encore plus importante car composée de 21 000 cavaliers. Enfin d’après un document espagnol, l’armée marocaine comptait en tout 40 000 hommes.
L'expédition va comporter deux mouvements offensifs principaux. Une armée de 10 000 hommes incluant 5 000 renégats et  2 000 Berbères de petite Kabylie commandés par Abdelaziz se charge de protéger Mostaganem des Saadiens, soutenus par les Espagnols. Ils doivent également grossir leurs rangs par le ralliement de la tribu arabe locale des Beni Amer. Ils doivent défaire la troupe saadienne en route de Tlemcen vers Mostaganem. Cette première opération vise à empêcher tout mouvement de revers de la part de ces derniers et à protéger le mouvement de reconquête vers Tlemcen.
Face à l'avancée des troupes venues d'Alger, les troupes chérifiennes menées par le prince El Harran battent en retraite alors qu'elles étaient en campagne dans l'ouest algérien. Les troupes saadiennes auraient été rattrapées par les Turcs devant Tlemcen sur la rivière Abu Azoun (ou rio Salado), ou auraient perdu Tlemcen livré au pillage par Hassan Corso. Les troupes saadiennes sont surprises et défaites sur le lieu-dit de la rivière Abu Azoun (ou rio Salado) par les contingents turcs de Hassan Pacha.
Le sultan saadien Mohammed ech-Cheikh, décide l'envoi de renforts. Il confie le commandement de l'armée de renfort à ses trois autres fils : Abdelakder, Abdallah et Abderrahmane. Moulay Abdallah et Moulay Abdelkader, firent une sortie en février 1551 contre les troupes d'Alger composées de Turcs et de Berbères de Kabylie,.
Après deux jours d'inaction Abdelaziz Amokrane, sultan de la Kalaa, s'élance avec sa cavalerie contre les avant-postes. Le prince saadien, Moulay Abdelkader lâche sa cavalerie en contre-attaque mais elle est surprise par les arquebusiers qui anéantissent les premiers rangs. Les cavaliers marocains effrayés se replient en désordre. Moulay Abdelkader essaie de remobiliser les fuyards quand il est touché mortellement par un tir. La confusion s'amplifie dans le camp saadien et ses frères Abdallah et Abderrahmane ne peuvent contenir la débâcle. Le butin de cette attaque surprise est important et favorable à Hassan Pacha.
Mohamed el Harran, chef de l'expédition et fils du sultan saadien, est tué dans les combats, sa tête serait restée exposée sur la porte Bab Azzoun d'Alger jusqu'en 1573 ou meurt de maladie à son retour à Fez, impliquant que ce soit la tête de son frère Moulay Abdelkader qui servit de trophée. Moulay Abdallah, son frère cadet prend la fuite à la nouvelle de cette déroute. Les troupes de Moulay Abdallah sont poursuivies jusqu'à la Moulouya,.
Le prétendant zianide maintenu par les Saadiens, Moulay Abdallah, est destitué pour introniser son frère moulay Ahmed qui accepte la suzeraineté de Hassan Pacha. Cependant l'administration de la ville prend rapidement la forme d'un contrôle direct par le caïd Saffa, et donc la régence d'Alger.

## Conséquences
Hassan Pacha accepte de conclure une paix précaire avec les Saadiens en rétablissant la Moulouya, ancienne délimitation du domaine Zianide, comme frontière entre les deux belligérants. L'autorité des Zianides est d'ailleurs ébranlée : la ville sera géré par un caïd, Saffa, directement aux ordres des Turcs d'Alger. Tlemcen doit également désigner ses représentants au Diwan d'Alger, dont des janissaires laissés en garnison locale.
La victoire de la régence d'Alger et de ses alliés marque le début du traçage de ses frontières avec l'Empire chérifien, dont découleront les frontières modernes entre l'Algérie et le Maroc. Des milliers de soldats d'Abdelaziz permettent la victoire exploitée politiquement par les Turcs d'Alger et jouera un rôle dans la formation de l'Algérie.
Cet épisode marque également l'échec de l'entente turco-chérifienne et le début d'une période d'hostilité entre, d'un côté l'Empire chérifien et, de l'autre côté l'Empire ottoman et la régence d'Alger. Le conflit ne cessera qu'en 1585 à la suite de l'intervention de la Sublime Porte. Ce conflit algéro-chérifien ou algéro-marocain limite les ambitions des chérifs Saadiens du Maroc obligés de chercher l'alliance de l'Espagne pour contrer les Turcs
Le sultan Abdelaziz Amokrane de la Kalâa, en Kabylie, reconnait nominalement la suzeraineté d'Alger qu'il voit plus comme une alliance mutuelle. Il recrute près de Mascara la tribu des Hachem, qu'il implante à la Medjana en les dotant d'un khalifalik (commandement) et renforce son makhzen et par la même occasion son indépendance. De son côté Hassan Pacha ayant fixé sa frontière ouest, peut se consacrer à l'administration, la fortification et l'embellissement d'Alger et de l'ensemble du territoire.